# Parc national Morwell
Le parc national Morwell est un parc national situé au Victoria en Australie à 140 km à l'est de Melbourne et à 16 km au sud de Morwell dans la chaîne Strzelecki.
Il abrite des restes de forêts sclérophylles humides autrefois largement répandues et quelques restes de forêt tropicale dans quelques gorges profondes. On y a dénombré 320 espèces végétales dont cinq espèces rares ou menacées et 44 espèces d'orchidées. On y compte aussi 129 espèces indigènes de faune dont 19 mammifères, 96 oiseaux, 11 reptiles et 3 amphibiens.
Les mauvaises herbes et les animaux nuisibles représentent une menace pour le parc en raison notamment de sa petite taille.